# 宮脇史歩
宮脇 史歩（みやわき しほ）は、日本の茶道家。茶道研究舎一般社団法人「歩々佳風」の初代代表理事で、現在特別理事。裏千家茶道準教授。

## 来歴
上智大学文学部英文学科を卒業。 フィリピンのアテネオ・デ・マニラ大学に留学中、貧困地区でのボランティア経験をつむ。博物館学芸員の資格を得て、 裏千家インターナショナルアソシエーション会員となる（2005年までアソシエーション幹事）。また官公庁や学会等の英語通訳に従事する。 
英語版『実用・茶道用語辞典』（淡交社、1993年）の英訳版（A Chanoyu Vocabulary: Practical Terms for the Way of Tea, 2007年) 編纂に加わる。2022年、ハンス・モーゲンソー『国益を守る』（志學社）を共訳した。
2011年より、一般社団法人歩々佳風代表理事として、ワークショップ等の定期的開催により、いわゆる「お稽古」にとどまらない、文化理解としての茶道の普及活動をおこなう。また、フランス、カンボジア、モンゴル、ドイツ  
で日本大使館や国際交流基金等の後援を得て茶道文化交流に従事し、2022年には日本モンゴル外交関係樹立50周年記念友好茶会をモンゴルで開催した。2023年、ドイツ・ケルンにて「京都市・ケルン市姉妹都市提携60周年記念茶会」を実施した。2024年、リトアニア共和国・カウナスでの「Japan Days in Kaunas WA」の一環で、杉原記念館と国立ヴィータウタス・マグヌス大学で、茶会と茶道のワークショップを実施した。 